# Bifurkationsdiagram

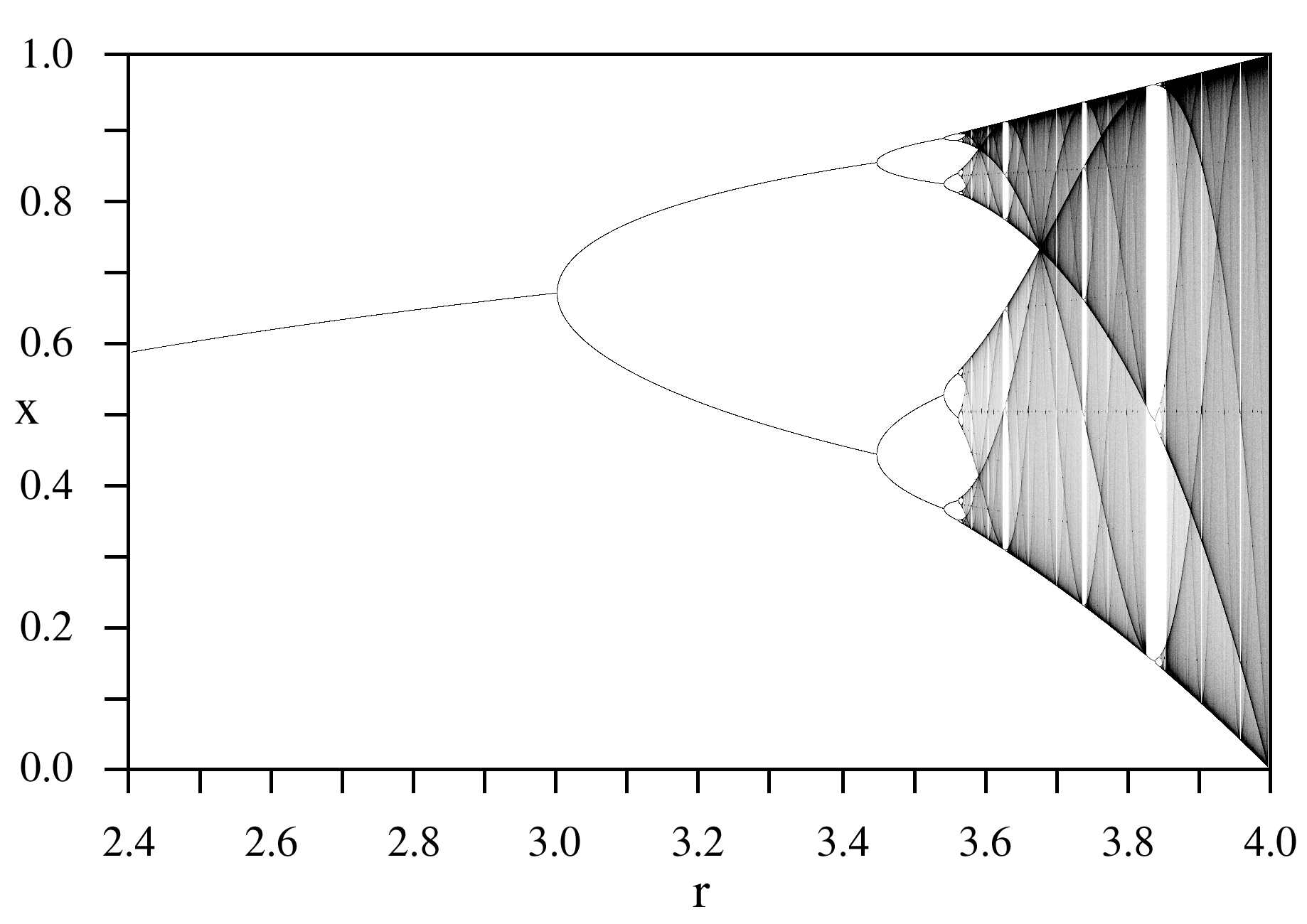
Den logistiska ekvationen, se mer nedan

Bifurkationsdiagram ger inom teorin för dynamiska system, en grafisk representation av hur de stabila jämviktslägena ser ut för vissa iterativa processer, som beror av endast en parameter. Bifurkation är besläktat med det latinska bifurcus, "tvågrenad", och syftar här på att jämviktslägena för vissa parametervärden "grenar ut sig" i två.
Ett viktigt exempel är diagrammet som ges av den logistiska ekvationen. Här anges parameterns värde (r) på den vågräta axeln, och jämviktslägena på den lodräta. Denna ekvation har sitt ursprung inom populationsgenetik; men bifurkationsdiagram är också intressanta allmännare i teorin för dynamiska system, i kaosforskning, och i samband med fraktala strukturer.

## Den logistiska ekvationen
Denna ekvation ger ett viktigt exempel på bifurkationsdiagram. Den infördes ursprungligen år 1837 i en lite annan form av Pierre François Verhulst som en demografisk modell, och populariserades år 1976 av populationsgenetikern Robert May. I sin matematiskt enklaste form har den utseendet
{\displaystyle \ x_{n+1}=r\cdot x_{n}\cdot (1-x_{n})}
Här antar n (index) värdena 0, 1, 2,... (alla naturliga tal), bifurkationsparametern r är en positiv konstant, och x0, x1, x2,... är tal som ligger strikt mellan 0 och 1. Ekvationen ger ett rekursivt uttryck för dessa tal. Om värdena på x0 (begynnelsevärdet) och r är givna, så bestämmer ekvationen successivt värdena på 'x1, 'x2,... .
Är exempelvis parametern r = 2  och begynnelsevärdet x0 = 0,3, så ger ekvationen (tillämpad för n = 0) att
x1 = r x0 (1-x0) = 2•0,3•0,7 = 0,42,
och alltså ger ekvationen (för n = 1) att
x2 = r x1 (1-x1) = 2•0,42•0,58 = 0,4872,
och alltså ger ekvationen (för n = 2) att
x3 = r x2 (1-x2) = 2•0,4872•0,5128 = 0,49967232,
och så vidare. Som man här kan ana närmar sig dessa värden mer och mer värdet 0,5; talföljden konvergerar mot 0,5.
Om man har samma parametervärde r = 2 men begynnelsevärdet x0 = 0,8, så blir x1 = 0,32, x2 = 0,4352, x3 = 0,49160192, och så vidare. Detta är en annan talföljd, men även denna talföljd konvergerar mot 0,5.
Det visar sig att för vilket begynnelsevärde man än väljer mellan 0 och 1, så konvergerar följden mot 0,5. En delförklaring till detta får man om man startar med begynnelsevärdet x0 = 0,5. Vi får då att
x1 = r x0 (1-x0) = 2•0,5•0,5 = 0,5
och på samma sätt blir x2 och alla påföljande xn = 0,5. Man säger att 0,5 är ett jämviktsläge för parametervärdet 2. Det är ett stabilt jämviktsläge, därför att följden kommer att närma sig 0,5 även om den har ett annat begynnelsevärde.
Allt detta gällde för parametervärdet r = 2. Om vi i stället väljer parametervärdet r = 2,5, så kommer återigen alla följder att konvergera mot ett och samma värde, nämligen 0,6. Exempelvis ger begynnelsevärdet x0 = 0,5 då att
x1 = r x0 (1-x0) = 2,5•0,5•0,5 = 0,625,
x2 = 0,5859375, x3 = 0,606536865..., och så vidare. 0,6 är det unika stabila jämviktsläget för parametervärdet 2,5. Speciellt är hela följden konstant 0,6, om begynnelsevärdet är 0,6.
Om parametervärdet r är vilket som helst tal större än 1, och man väljer begynnelsevärdet x0 = 1-r-1, så blir x1 = r•x0•r-1 = x0, och så vidare. Med andra ord är 1-r-1 alltid någon sorts jämviktsläge. Det visar sig dock att detta jämviktsläge bara är stabilt om r är högst 3. Om exempelvis r = 3,2, och vi väljer begynnelsevärdet x0 = 1-r-1 = 0,6875, så kommer alla xn att ha detta värde. Väljer vi däremot ett annat begynnelsevärde, även det närliggande värdet x0 = 0,6876, så kommer värdet att avlägsna sig från detta jämviktsläge; det är labilt. I stället får vi ett annat fenomen. För nästan alla begynnelsevärden kommer följden x2n så småningom att konvergera mot ett värde, och följden x2n+1 mot ett annat. De två värdena ligger i detta fall nära 0,5130 och 0,7995. Vi får alltså en stabil "hoppande jämvikt". Så länge r är större än 3 men högst {\displaystyle \scriptstyle 1+{\sqrt {6}}}, så har systemet två stabila jämviktsvärden. För något större värden på r får man fyra värden, och så vidare, upp till ungefär r = 3,57 Över detta värde har systemet bara undantagsvis en stabil ändlig mängd av jämviktsvärden.

### Diagrammet
I bifurkationsdiagrammet nedan står varje punkt (r,x) för att x är en hopningspunkt för nästan alla följderna med parametervärdet r. Här anges r av den vågräta axeln, och x av den lodräta.

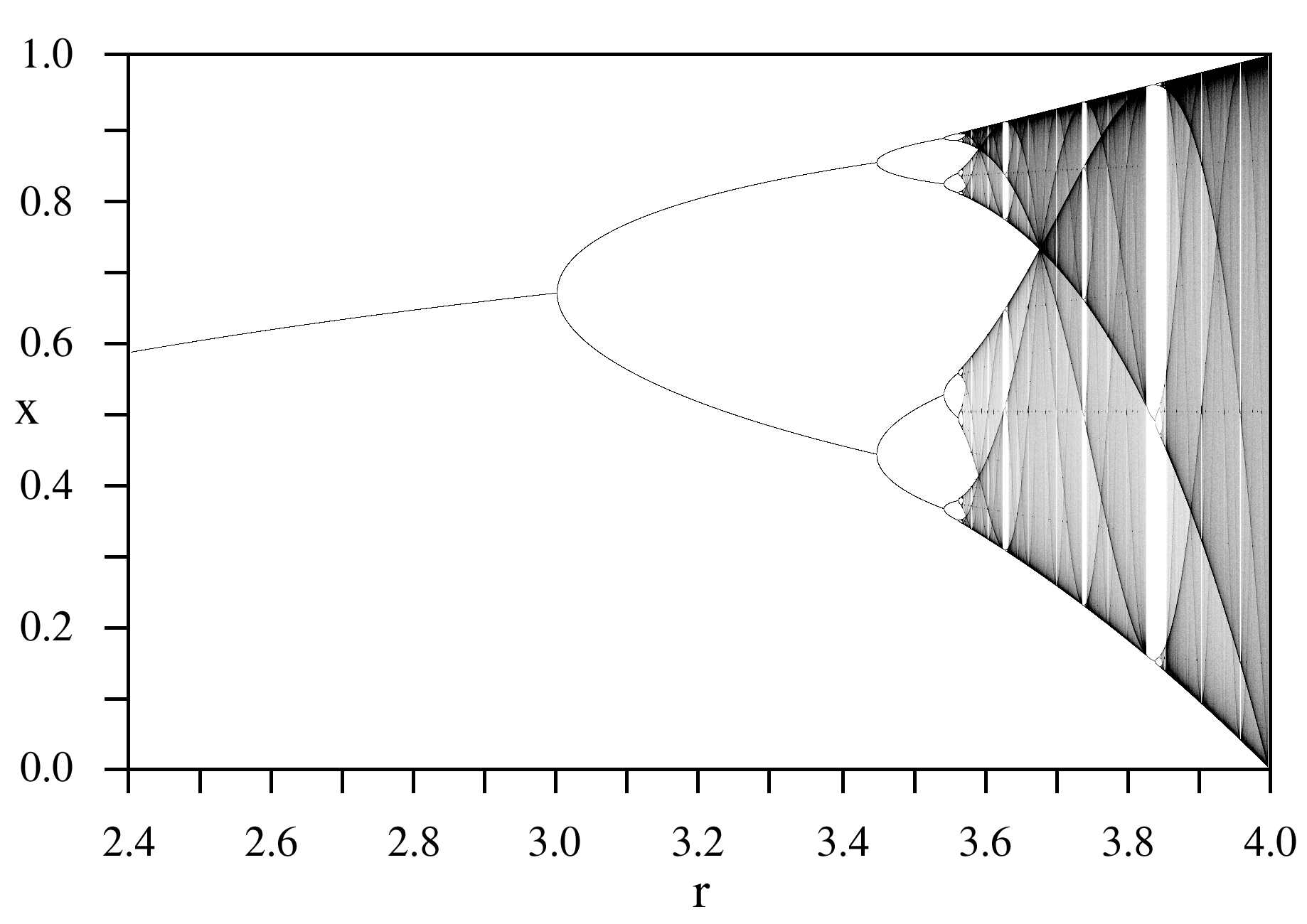

Om r är 2,5, så konvergerar talföljen x0, x1, x2, x3,... mot 0,6; därför är punkten (2,5; 0,6) med i diagrammet. Om r är 3,2 och begynnelsevärdet x0 inte är 0,5875, så kommer följden inte att konvergera. Däremot kommer de två delföjderna x0, x2, x4, x6,... och x1, x3, x5, x7,... att konvergera mot varsitt värde. De två värdena är
{\displaystyle x=(21-{\sqrt {21}})/32=0{,}513044\ldots } och {\displaystyle x=(21+{\sqrt {21}})/32=0{,}799455\ldots }.
Det finns därför två punkter med r-värdet 3,2 i diagrammet, en punkt för vart och ett av dessa x-värden.
Punkten {\displaystyle (3;{2 \over 3})} är en bifurkationspunkt.

### Populationsgenetisk tolkning
Man kan tolka den logistiska ekvationen som utvecklingen av en populationsstorlek, under vissa grova antaganden. Värdena xn  står här för hur stor populationen i en viss generation n är i proportion till en tänkt största möjliga population; indexet anger antalet generationer räknat från starttidpunkten; och parametern r antas bero av flera faktorer, bland annat artens fertilitet och hur känslig den är för konkurrens om födan. Ett enda stabilt jämviktsläge tolkas här som att populationen kommer att tendera att nå en stabil storlek; flera hoppande lägen som att dess storlek kommer att tendera att fluktuera på ett regelbundet eller oregelbundet sätt.

## En formell definition
Följande definition är precis och generell, men rätt teknisk, och är svår att förstå utan rimligt goda kunskaper i mängdlära.
Man kan definiera bifurkationsdiagram som punktmängder i följande situation: Låt [a,b] och [c,d] vara två slutna intervall, och låt f(r,x) vara en kontinuerlig funktion av två variabler, som är definierad för alla r∈[a,b] och x∈[c,d], och vars funktionsvärden tillhör [c,d]. För varje r∈[a,b] och varje x0∈[c,d] definieras en talföljd rekursivt av detta begynnelsevärde och genom föreskriften
xn = f(r,xn-1)
för n > 0. Låt M(r,x0) vara mängden av hopningspunkter till denna följd. Antag nu också att för varje r alla mängderna av hopningspunkter sammanfaller, utom på en nollmängd! Med andra ord antar vi att det för varje r∈[a,b] finns en delmängd N(r) av [c,d] som har det yttre Lebesguemåttet noll, samt en delmängd S(r) av [c,d], sådan att
M(r,x0) = S(r) för alla x0 i [c,d] som inte ligger i N(r).
Under dessa antaganden består bifurkationsdiagrammet av alla punkter (r,x), sådana att r∈[a,b] och x∈S(r).

## Allmänt

Animering som visar uppkomsten av ett bifurkationsdiagram.

Det finns många andra ekvationer som också ger upphov till bifurkationsdiagram, exempelvis
{\displaystyle \scriptstyle X_{n+1}=x_{n}^{2}-c},
med c som bifurkationsparameter.